# CYP2C19
CYP2C19 (англ. Cytochrome P450 family 2 subfamily C member 19) – білок, який кодується однойменним геном, розташованим у людей на короткому плечі 10-ї хромосоми. Довжина поліпептидного ланцюга білка становить 490 амінокислот, а молекулярна маса — 55 931.
| 10         |  | 20         |  | 30         |  | 40         |  | 50         |
| ---------- |  | ---------- |  | ---------- |  | ---------- |  | ---------- |
| MDPFVVLVLC |  | LSCLLLLSIW |  | RQSSGRGKLP |  | PGPTPLPVIG |  | NILQIDIKDV |
| SKSLTNLSKI |  | YGPVFTLYFG |  | LERMVVLHGY |  | EVVKEALIDL |  | GEEFSGRGHF |
| PLAERANRGF |  | GIVFSNGKRW |  | KEIRRFSLMT |  | LRNFGMGKRS |  | IEDRVQEEAR |
| CLVEELRKTK |  | ASPCDPTFIL |  | GCAPCNVICS |  | IIFQKRFDYK |  | DQQFLNLMEK |
| LNENIRIVST |  | PWIQICNNFP |  | TIIDYFPGTH |  | NKLLKNLAFM |  | ESDILEKVKE |
| HQESMDINNP |  | RDFIDCFLIK |  | MEKEKQNQQS |  | EFTIENLVIT |  | AADLLGAGTE |
| TTSTTLRYAL |  | LLLLKHPEVT |  | AKVQEEIERV |  | VGRNRSPCMQ |  | DRGHMPYTDA |
| VVHEVQRYID |  | LIPTSLPHAV |  | TCDVKFRNYL |  | IPKGTTILTS |  | LTSVLHDNKE |
| FPNPEMFDPR |  | HFLDEGGNFK |  | KSNYFMPFSA |  | GKRICVGEGL |  | ARMELFLFLT |
| FILQNFNLKS |  | LIDPKDLDTT |  | PVVNGFASVP |  | PFYQLCFIPV |  |            |

A: Аланін

C: Цистеїн

D: Аспарагінова кислота

E: Глутамінова кислота

F: Фенілаланін

G: Гліцин

H: Гістидин

I: Ізолейцин

K: Лізин

L: Лейцин

M: Метіонін

N: Аспарагін

P: Пролін

Q: Глутамін

R: Аргінін

S: Серин

T: Треонін

V: Валін

W: Триптофан

Кодований геном білок за функціями належить до оксидоредуктаз, фосфопротеїнів. 
Задіяний у такому біологічному процесі, як ацетилювання. 
Білок має сайт для зв'язування з іонами металів, іоном заліза, гемом, НАДФ. 
Локалізований у мембрані, ендоплазматичному ретикулумі, мікросомах.